# Problema de l'any 2000

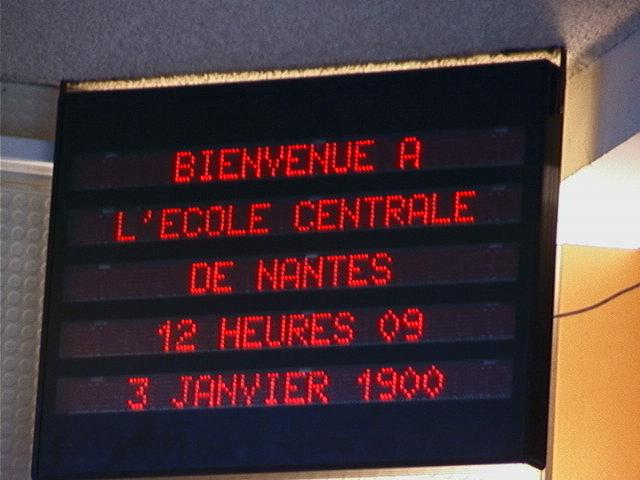
Panell electrònic a l'École centrale de Nantes mostrant de forma incorrecta l'any 1900 el dia 3 de gener del 2000.

El problema de l'any 2000, també conegut com el problema Y2K, l'efecte 2000, l'error Millennium o l'error Y2K, es refereix a esdeveniments relacionats amb la formatació i l'emmagatzematge de dades del calendari per a les dates que comencen l'any 2000. Es preveien problemes, i va sorgir, perquè molts programes representaven anys de quatre dígits amb només els dos dígits finals, la qual cosa feia que l'any 2000 fos indistingible del 1900. L'assumpció d'una data del segle XX en aquests programes podria provocar diversos errors, com ara la visualització incorrecta de dates i l'ordenació incorrecta de registres datats automàticament o d'esdeveniments en temps real.
El 1997, el British Standards Institute (BSI) va desenvolupar l'estàndard DISC PD2000-1 que defineix els "requisits de conformitat de l'any 2000" com a quatre regles:
1. Cap data vàlida no causarà cap interrupció en les operacions.[1]
2. La funcionalitat basada en dates ha de comportar-se de forma consistent per a les dates anteriors, durant i després de l'any 2000.[1]
3. En totes les interfícies i en tots els emmagatzematges, el segle ha de ser sense ambigüitats, ja sigui especificat, o calculable per algorisme.[1]
4. L'any 2000 s'ha de reconèixer com a any de traspàs.[1]

Identifica dos problemes que poden existir en molts programes informàtics. Primer, la pràctica de representar l'any amb dos dígits es va convertir en problemàtica amb errors lògics derivats del pas de xx99 a xx00. Això va fer que alguns processaments relacionats amb les dates funcionessin de manera incorrecta per a les dates i hores posteriors a l'1 de gener del 2000 i en altres dates crítiques considerades "horitzons d'esdeveniments". Sense una acció correctiva, els sistemes que treballen a llarg termini haguessin col·lapsat quan el supòsit de numeració ascendent "... 97, 98, 99, 00 ..." hagués esdevingut de sobte invàlid.
En segon lloc, alguns programadors havien entès malament la norma del calendari gregorià que determina que si els anys són exactament divisibles per 100 no són anys de traspàs i suposaven que l'any 2000 no ho seria. En realitat, hi ha una regla en el sistema calendari gregorià que estableix que els anys divisibles per 400 són anys de traspàs, de manera que el 2000 ho és.
Les empreses i organitzacions d'alguns països, però no totes, van comprovar, arreglar i actualitzar els seus sistemes informàtics per solucionar el problema previst. Es van informar de molt pocs errors informàtics quan els rellotges van avançar fins al 2000.

## Errors documentats

### Abans de l'any 2000
- L'1 de gener de 1999, els taxímetres a Singapur van deixar de funcionar, mentre que a Suècia es van donar tarifes de taxi incorrectes.[4]
- El 28 de desembre de 1999, 10.000 datàfons emesos per HSBC i fabricades per Racal van deixar de processar les transaccions amb targetes de crèdit i dèbit. Les botigues van dependre de les transaccions en efectiu fins que les màquines van començar a funcionar de nou l'1 de gener.[5]

### 1 de gener del 2000
Quan va arribar l'1 de gener del 2000, hi va haver problemes generalment considerats menors. Les conseqüències no sempre van resultar exactament a mitjanit, ja que alguns programes no estaven actius en aquell moment i els problemes només van aparèixer quan es van posar en marxa. No tots els problemes registrats es van relacionar directament amb l'efecte 2000 en una relació de causalitat; regularment es produeixen petites fallades tècniques. Alguns van causar resultats erronis, alguns van fer que les màquines deixessin de funcionar, alguns van causar errors de dates i dues van provocar malfuncions.
Els problemes reportats inclouen:
- A Sheffield, Regne Unit, es van enviar avaluacions de risc per a la síndrome de Down incorrectes a 154 dones embarassades i es van practicar dos avortaments com a resultat directe d'un error Y2K (càlcul de l'edat de la mare). Quatre nadons amb síndrome de Down també van néixer de mares a qui se'ls va dir que estaven dins del grup de baix risc.[7]
- A Ishikawa, Japó, els equips de control de radiació van fallar a mitjanit; tanmateix, els funcionaris van declarar que no hi havia hagut risc per a la ciutadania.[8]
- A Onagawa, Japó, una alarma va sonar a una central nuclear dos minuts després de la mitjanit.[8]
- Al Japó, passats dos minuts de la mitjanit, Osaka Media Port, un operador de telecomunicacions, va trobar errors a la part de gestió de dates de la xarxa de l'empresa. El problema es va solucionar a les 02:43 i no es van interrompre cap servei.[9]
- Al Japó, la NTT Mobile Communications Network (NTT DoCoMo), l'operador mòbil més gran del Japó, va informar l'1 de gener de 2000, que alguns models de telèfons mòbils esborraven els missatges nous rebuts, en lloc dels missatges antics, a mesura que s'omplia la memòria.[9]
- A Austràlia, les màquines de validació de bitllets d'autobús no van funcionar en dos estats.[6]
- Als Estats Units, 150 màquines escurabutxaques de Delaware Lottery van deixar de funcionar.[6]
- Als Estats Units, l'Observatori Naval dels Estats Units, que gestiona el rellotge principal que manté l'hora oficial del país, va donar la data al seu lloc web com a 1 de gener de 19100.[10]
- A França, el servei nacional de predicció meteorològica, Weather-France, va dir que un error Y2K va fer que la data en una pàgina web mostrés un mapa amb les previsions meteorològiques del dissabte com a "01/01/19100".[6] Això també va ocórrer en altres llocs web, inclòs att.net, en aquell moment un portal de propòsit general principalment per als clients d'AT&T Worldnet als Estats Units.